# منتخب دومينيكا لكرة القدم
منتخب دومينيكا لكرة القدم وهو المنتخب الوطني في دومينيكا ويديره اتحاد دومينيكا لكرة القدم . لم يسبق له التأهل إلى بطولة كأس العالم أو الكأس الذهبية. ويعتبر من أضعف منتخبات القارة.

## وصلات خارجية
- قائمة بيانات المنتخب من الموقع الرسمي للفيفا باللغة العربية